# Margaretha van Godewijk
Margaretha Van Godewijk (Dordrecht, 30 d'agost de 1627 - Dordrecht, 2 de novembre de 1677),fou una poetessa i pintora de l'Edat d'Or neerlandesa.

## Biografia
Segons Arnold Houbraken, el seu pare era un professor a l'escola de llatí a Dordrecht qui li va ensenyar grec, llatí, italià, francès i anglès. Podia entendre hebreu i era intel·ligent en fer rimes. Va aprendre a pintar de Nicolaes Maes i va realitzar paisatges, viles, cases, flors i tota mena de vaixells, en pintura a l'oli i aquarel·la. Estava interessada en l'astronomia  i va ser una bona gravadora en vidre. Houbraken va citar a l'escriptor de Dordrecht, Mathias Belin (1611–1691), qui havia publicat una història de Dordrecht on incloïa a Margaretha entre altres dones famoses.
Segons el Rijksbureau voor Kunsthistorische Documentatie va ser alumna de Cornelis Bisschop i es va convertir especialment en una pintora de flors, però cap treball sobreviu.